# マジェスティック・ツリー・ハウンド
マジェスティック・ツリー・ハウンド（英：Majestic Tree Hound）は、アメリカ合衆国原産のツリーイング・ドッグ犬種である。犬種名はそのまま「魔法の嗅覚を持つ揚げ木犬」を意味している。

## 歴史
1979年に作出が開始された、新しいほうの犬種である。アメリカに入植が開始されたころの、初期のツリーイング・ドッグを復元する目的で作出され、「鋭い嗅覚、温和な気質、美声、生まれながらに持つツリーイング能力、初期のツリーイング・ドッグの姿を忠実に復元すること」をモットーとして改良が加えられた。作出に使われた犬種はアメリカン・ブルー・ガスコン・ハウンド、ブルーティック・クーンハウンド、ブラッドハウンドなどで、作出過程で目的にそぐわない犬や生まれつき障害を持っている犬は情け容赦なく殺処分された。1980年の4月にアメリカンケネルクラブで公認、同年に犬種クラブが設立され、犬種として確立が行われるようになった。
マジェスティックはアメリカクロクマ、グリズリー、ボブキャット、ピューマ、ジャガーなどのセントハント（嗅覚猟）、およびツリーイングに使われる。パックで獲物のにおいを追跡し、発見すると吠えながら追いかけて木の上に追い詰める。グリズリーの場合は地上で、その他の獲物の場合は木の上に、それぞれ吠えてその場にとどめさせる。そこへ主人が駆けつけて、猟銃で撃ち落とすか木に登って振り落としてもらい、落ちてきたら犬が仕留めて狩猟は完了する。
ほぼ全ての個体がアメリカ合衆国内で猟犬として飼育されている。ペットやショードッグとして飼育されているものは稀である。まずアメリカ国外で見かけることのない犬種である。

## 特徴
がっしりとした体格と物怖じしないどっしりした落ち着き、鋭い嗅覚がトレードマークのツリーイング・ドッグである。本種はクーンハウンドに属する。嗅覚の鋭さは約5000ある犬種の中でも一番であるとされるブラッドハウンドに匹敵し、ジャーマン・シェパード・ドッグやラブラドール・レトリーバーを遥かにしのぐほどの鋭さを持つ。獲物の血、体臭はもちろんのこと、空気中の浮遊臭や呼気臭をもキャッチすることが出来る。又、1〜2週間前のにおいを追跡することさえも可能である。
がっしりとした体格で力強く、頭部が大きい。ノド下にはブラッドハウンドと同じくデューラップというたるみがあり、マズルは太く短い。耳は垂れ耳、尾は垂れ尾。脚は長いが、重量があり走るのはあまり早くはない。その代わりにスタミナがあり、長時間走り続けることが出来る。コートはスムースコートで、毛色はブルー・ローンをベースとして特定部にブラックとホワイト、目の上や四肢の先、マズルにタンのマーキングがそれぞれ入ったものなど。大型犬サイズで、性格は忠実で温和、愛情深い。生まれつきのツリーイング能力を持ち、狩猟本能が高い。獲物に対しては勇猛果敢で大胆不敵だが、主人家族に対しては人懐こい。しつけの入り具合は普通だが、状況判断力が優れ、とっさの事態にも対応できる。しかし、猟犬種であるため吠え声が大きくよく響き、運動量は非常に多い。ただし、体重のある品種であるため、激しい運動は腰に負担をかけるので向いていない。又、ブラッドハウンドの血を引く犬種であるため、よだれが多めである。かかりやすい病気は大型犬にありがちな股関節形成不全や関節疾患、デューラップのしわの部分が蒸れて起こる皮膚炎などがある。他の犬種でもいえることだが、しわのある犬種はその部分をこまめに蒸しタオルなどで拭いて清潔を保ってあげることで皮膚炎を予防することが出来る。